# جان بيرغرين
جان بيرغرين (بالسويدية: Jan Berggren)‏ هو شخصية أعمال سويدي، ولد في 12 يونيو 1946 في مالمو في السويد.